# Saskia Heintz
Saskia Heintz (* 1966 in Frankfurt am Main) ist eine deutsche Verlagsleiterin, Herausgeberin und Übersetzerin.

## Leben
Saskia Heintz studierte Theaterwissenschaften, Neuere deutsche Literatur, Philosophie, Psychologie und Buchwissenschaft in Berlin und München. Zunächst arbeitete sie an verschiedenen Theatern als Dramaturgin und Regieassistentin, schließlich wechselte sie als Lektorin in einen Theaterverlag und wirkte als Agentin für Literatur und Kunstbücher.
An der Ludwig-Maximilians-Universität München war sie bis 2004 Lehrbeauftragte für das Fach Buchwissenschaft.
1996 wechselte sie als Pressereferentin und Lektorin zum Carl Hanser Verlag, wo sie zusammen mit Friedbert Stohner den Kinder- und Jugendbuchverlag aufbaute. 2011 wurde sie dort Programmleiterin. Seit 2014 leitet sie den Verlag.
Heintz gilt als Entdeckerin mehrerer Autoren, denen sie auf dem deutschen Markt und international zum Durchbruch verhalf, u. a. Adam Baron, Michael Gerard Bauer, Clay Carmichael, Francesca Cavallo und Elena Favilli, Gabriele Clima, Eva Eland, Rolf-Bernhard Essig, Holly Goldberg Sloan, Alan Gratz, John Green, Katherine Hannigan, Lene Kaaberbol, Jacqueline Kelly, Christine Knödler, Wolfgang Korn, Karla Kuskin, Nina LaCour, Mathilda Masters, Bart Moeyaert, Sally Nicholls, Raquel J. Palacio, Dirk Pope, Julya Rabinowich, Sabina Radeva, Rainbow Rowell, Martin Schäuble, Silke Schlichtmann, Claudia Schreiber, Neal Shusterman, Janne Teller, Lauren Wolk und Dita Zipfel.
Saskia Heintz ist als Herausgeberin und Übersetzerin aus dem Englischen und Niederländischen tätig.
Von 2011 bis 2013 und 2021 war sie in der Jury für die Literaturstipendien der Landeshauptstadt München.

## Herausgeberschaften
- 2003 Männer kennen keinen Schmerz. Geschichten über die Eifersucht (mit Friedrich Ani, Martin Brinkmann, Zoran Drvenkar, Fridolin Schley, Andreas Steinhöfel, Udo Wachtveitl u. a.), Carl Hanser Verlag. München. ISBN 978-3-446-20193-4

## Übersetzungen
- 2002: Caroline Heens: Mein Hund Oskar. u. a. Carl Hanser Verlag. München. ISBN 978-3-446-20114-9
- 2007: Antoinette Portis: Das ist kein Karton!. Carl Hanser Verlag. München. ISBN 978-3-446-20909-1
- 2008: Karla Kuskin: Das Orchester zieht sich an. Illustration Marc Simont. Carl Hanser Verlag. München. ISBN 978-3-446-23109-2
- 2009: Tom Schamp: Otto fährt Auto. Carl Hanser Verlag. München. ISBN 978-3-446-23316-4
- 2013: James Flora: Die Kuh, die mal niesen musste. Carl Hanser Verlag. München. ISBN 978-3-446-24158-9
- 2014: Tom Schamp: 1,2,3 – zähl mit!. Carl Hanser Verlag. München. ISBN 978-3-446-24642-3
- 2016: Lauren Child: Bleibt der jetzt für immer?. Carl Hanser Verlag. München. ISBN 978-3-446-25297-4
- 2019: Eva Eland: Gebrauchsanweisung gegen Traurigkeit. Carl Hanser Verlag. München. ISBN 978-3-446-26210-2
- 2020: Eva Eland: Anleitung zum Glücklichsein. Carl Hanser Verlag. München. ISBN 978-3-446-26610-0
- 2022: Rob und Tom Sears: Unser gigantischer Fußabdruck. Carl Hanser Verlag. München. ISBN 978-3-446-27436-5

## Auszeichnungen
- 2009: Preis der Deutschen Schallplattenkritik (für die Übersetzung der Hörfassung von Das Orchester zieht sich an von Karla Kuskin bei cbj audio)
- 2013: Die schönsten Bücher des Jahres, Die Zeit (für die Übersetzung von Die Kuh, die mal niesen musste von James Flora)
- 2016: VerlagsLUCHS von Die Zeit, als Verlagsleiterin des Hanser Kinder- und Jugendbuchverlags